# بوکسور تای‌چی
تای‌چی بوکسر (چینی: 太極拳)، همچنین معروف به تای چی ۲، یک فیلم رزمی هنگ کنگی به کارگردانی یوئن وو-پینگ و ژانگ سینیان محصول سال ۱۹۹۶ است. این فیلم دنباله‌ای بر فیلم قبلی استاد تای چی (۱۹۹۳) می‌باشد. این فیلم در ۱۴ مارس ۱۹۹۶ اکران شد. تای چی بوکسر اولین فیلم وو جینگ در سینمای هنگ کنگ بود.